# انفجار المعلومات

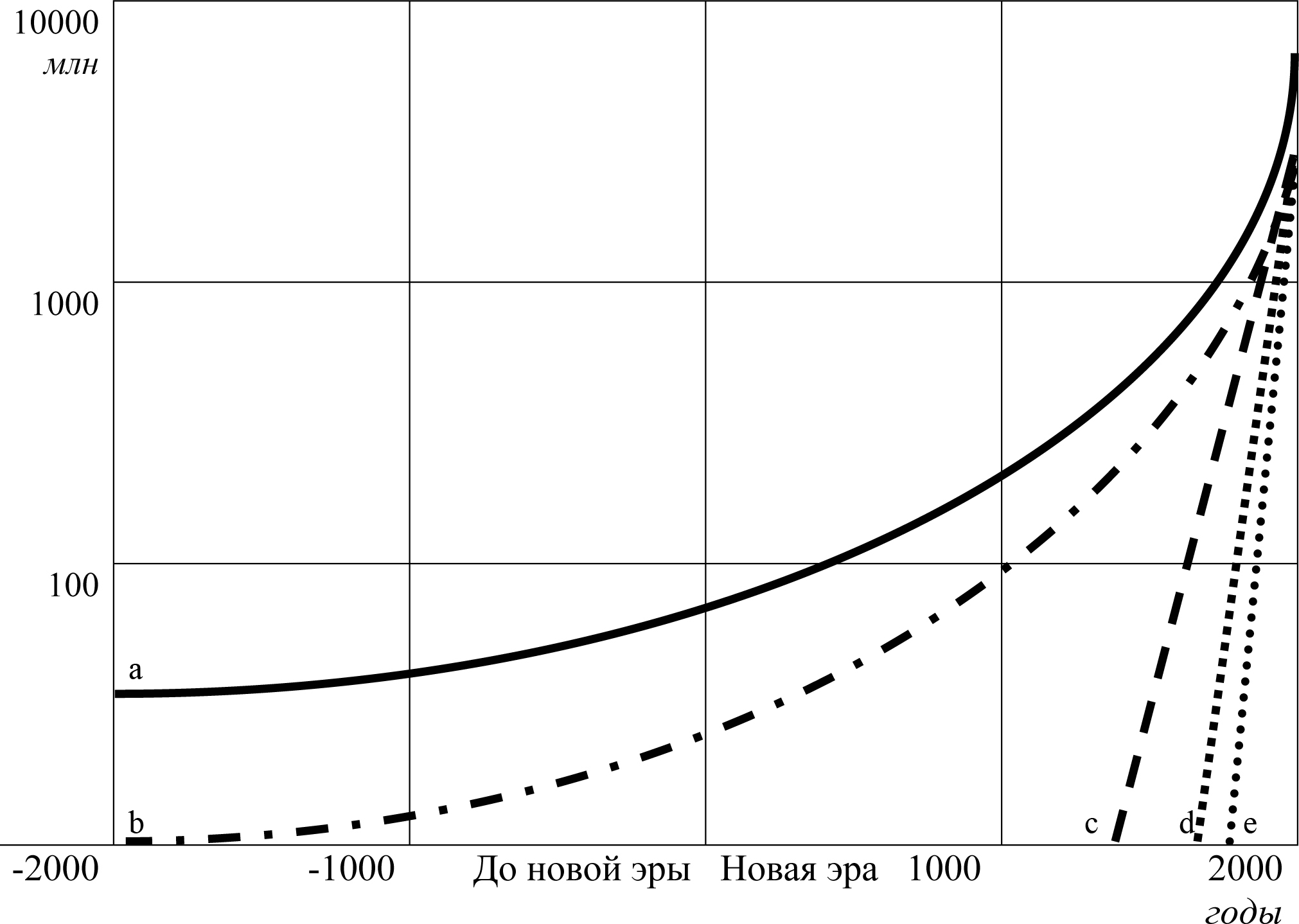
انفجار المعلومات، هو الزيادة السريعة في كمية المعلومات أو البيانات المنشورة وتأثير هذه الوفرة.

انفجار المعلومات، هو الزيادة السريعة في كمية المعلومات أو البيانات المنشورة وتأثير هذه الوفرة. مع تزايد كمية البيانات المتاحة، تصبح مشكلة إدارة المعلومات أكثر صعوبة، مما قد يؤدي إلى الأغراق المعلوماتي. يشير قاموس أكسفورد الإنجليزي على الإنترنت إلى استخدام العبارة في مقال New Statesman في مارس 1964. استخدمت صحيفة نيويورك تايمز العبارة لأول مرة في محتواها التحريري في مقال بقلم والتر سوليفان في 7 يونيو 1964، حيث وصف العبارة بأنها «نوقشت كثيرًا». (ص 11.) يبدو أن أول استخدام لهذه العبارة كان في ملحق إعلاني لشركة IBM لصحيفة نيويورك تايمز نُشر في 30 أبريل 1961، ومن قبل فرانك فريمونت سميث، مدير المعهد الأمريكي للعلوم البيولوجية متعدد التخصصات برنامج المؤتمر، في مقال أبريل 1961 في نشرة AIBS (ص 18.)
تشهد العديد من القطاعات هذه الزيادة السريعة في كمية المعلومات المتاحة مثل الرعاية الصحية ومحلات السوبر ماركت وحتى الحكومات التي لديها معلومات شهادات الميلاد وسجلات التطعيم. قطاع آخر يتأثر بهذه الظاهرة هو الصحافة. مثل هذه المهنة، التي كانت في الماضي مسؤولة عن نشر المعلومات، قد يتم قمعها بسبب وفرة المعلومات اليوم.

## أنماط النمو
نمت القدرة التكنولوجية العالمية لتخزين المعلومات من 2.6 إكسابايت (مضغوط على النحو الأمثل) في عام 1986 إلى 15.8 في عام 1993، وأكثر من 54.5 في عام 2000، وإلى 295 إكسابايت (مضغوط بشكل مثالي) في عام 2007. وهذا يعادل أقل من قرص مضغوط واحد بحجم 730 ميجابايت- ذاكرة القراءة فقط للفرد في عام 1986 (539 ميجابايت لكل شخص)، ما يقرب من 4 أقراص مضغوطة لكل شخص في عام 1993، و 12 قرصًا مضغوطًا لكل شخص في عام 2000، وحوالي 61 قرصًا مضغوطًا للفرد في عام 2007. تراكمت 404 مليار متخيلة سيخلق القرص المضغوط من عام 2007 كومة من الأرض إلى القمر وربع هذه المسافة أبعد (بسماكة 1.2 مم لكل قرص مضغوط). 
كانت القدرة التكنولوجية العالمية لتلقي المعلومات من خلال شبكات البث أحادية الاتجاه 432 إكسابايت من المعلومات (المضغوطة على النحو الأمثل) في عام 1986، و 715 إكسابايت (مضغوط بشكل مثالي) في عام 1993، و 1200 إكسابايت (مضغوط بشكل مثالي) في عام 2000، و 1900 في عام 2007. 
المقياس الجديد الذي يتم استخدامه في محاولة لتوصيف النمو في المعلومات الخاصة بالشخص، هو تخزين القرص لكل شخص (DSP)، والذي يتم قياسه بالميغابايت لكل شخص (حيث يبلغ حجم الميجابايت 106 بايت ويتم اختصاره بالميجابايت). Global DSP (GDSP) هي إجمالي مساحة محرك الأقراص الصلبة (بالميغابايت) للوحدات الجديدة المباعة في عام مقسومة على عدد سكان العالم في ذلك العام. يعد مقياس GDSP مقياسًا أوليًا لمقدار تخزين القرص الذي يمكن استخدامه لجمع البيانات الخاصة بالشخص عن سكان العالم. في عام 1983، تم بيع مليون محرك أقراص ثابتة بإجمالي يقدر بـ 90 تيرابايت في جميع أنحاء العالم؛ 30 ميجا بايت كانت لديها أكبر شريحة في السوق. في عام 1996، تم بيع 105 مليون محرك أقراص، بإجمالي 160.623 تيرابايت مع محركات أقراص 1 و 2 جيجا بايت الرائدة في الصناعة. بحلول عام 2000، مع وجود محرك أقراص سعة 20 جيجابايت يتصدر هذه الصناعة، من المتوقع أن تصل مبيعات محركات الأقراص الصلبة التي تم بيعها لهذا العام إلى 2829288 تيرابايت لتصل إلى 34 مليار دولار في عام 1997.
وفقًا لاتانيا سويني، هناك ثلاثة اتجاهات في جمع البيانات اليوم:
النوع 1. توسيع عدد الحقول التي يتم جمعها، والمعروفة باسم اتجاه «جمع المزيد».
النوع 2. استبدال مجموعة البيانات المجمعة الحالية بجمع خاص بالشخص، يُعرف باسم اتجاه «التجميع على وجه التحديد».
لنوع 3. جمع المعلومات عن طريق بدء عملية جمع بيانات خاصة بشخص جديد، والمعروفة باسم اتجاه «الجمع قدر الاستطاعة».

## الشروط ذات صلة
نظرًا لاستخدام «المعلومات» في الوسائط الإلكترونية غالبًا بشكل مترادف مع «البيانات»، فإن مصطلح انفجار المعلومات يرتبط ارتباطًا وثيقًا بمفهوم تدفق البيانات (ويطلق عليه أيضًا طوفان البيانات). في بعض الأحيان يتم استخدام مصطلح فيضان المعلومات أيضًا. كل هؤلاء يتلخصون أساسًا في الكمية المتزايدة باستمرار من البيانات الرقمية المتبادلة لكل وحدة زمنية. نما الوعي بكميات البيانات غير القابلة للإدارة جنبًا إلى جنب مع ظهور معالجة البيانات الأكثر قوة منذ منتصف الستينيات.

## التحديات
على الرغم من أن وفرة المعلومات يمكن أن تكون مفيدة على عدة مستويات، إلا أن بعض المشكلات قد تكون مصدر قلق مثل الخصوصية والمبادئ التوجيهية القانونية والأخلاقية والتصفية ودقة البيانات. تشير التصفية إلى العثور على معلومات مفيدة في وسط الكثير من البيانات، والتي تتعلق بوظيفة علماء البيانات. من الأمثلة النموذجية لضرورة تصفية البيانات (التنقيب عن البيانات) في الرعاية الصحية حيث أنه في السنوات القادمة من المقرر أن تتوفر السجلات الصحية الإلكترونية (السجلات الصحية الإلكترونية) للمرضى. مع توفر الكثير من المعلومات، سيحتاج الأطباء إلى أن يكونوا قادرين على تحديد الأنماط واختيار البيانات المهمة لتشخيص المريض. من ناحية أخرى، وفقًا لبعض الخبراء، فإن توفر الكثير من البيانات العامة يجعل من الصعب تقديم بيانات مجهولة في الواقع. هناك نقطة أخرى يجب مراعاتها وهي الإرشادات القانونية والأخلاقية، والتي تتعلق بمن سيكون مالك البيانات ومدى تكرار التزامه / عليها بالإفراج عن هذا وإلى متى. مع وجود العديد من مصادر البيانات، ستكون هناك مشكلة أخرى تتمثل في دقة مثل هذه. قد يتم الطعن في مصدر غير موثوق به من قبل الآخرين، عن طريق طلب مجموعة جديدة من البيانات، مما يتسبب في تكرار المعلومات. وفقًا لإدوارد هوث، هناك مصدر قلق آخر يتمثل في إمكانية الوصول إلى هذه المعلومات وتكلفتها. يمكن تحسين معدل الوصول إما عن طريق تقليل التكاليف أو زيادة فائدة المعلومات. يمكن أن يتم تخفيض التكاليف وفقًا للمؤلف، من خلال الجمعيات، والتي ينبغي أن تقيم المعلومات ذات الصلة وتجمعها بطريقة أكثر تنظيماً.

## خادم الويب
اعتبارًا من أغسطس 2005، كان هناك أكثر من 70 مليون خادم ويب. واعتبارًا من سبتمبر 2007 كان هناك أكثر من 135 مليون خادم ويب.

## المدونات
وفقًا لـ Technorati، يتضاعف عدد المدونات كل 6 أشهر بإجمالي 35.3 مليون مدونة اعتبارًا من أبريل 2006. هذا مثال على المراحل المبكرة من النمو اللوجستي، حيث يكون النمو متسارعًا تقريبًا، نظرًا لأن المدونات هي ابتكار حديث. مع اقتراب عدد المدونات من عدد المنتجين المحتملين (البشر)، يحدث التشبع، وينخفض النمو، ويستقر عدد المدونات في النهاية.